# Kąty Rakszawskie
Kąty Rakszawskie – przysiółek wsi Rakszawa w Polsce, położony w województwie podkarpackim, w powiecie łańcuckim, w gminie Rakszawa. Tworzy samodzielne sołectwo Rakszawa Kąty.
Pod koniec XIX wieku były nazywane Wólką Kąty (jako część Rakszawy) i liczyły 105 domów z ok. 600 mieszkańcami. W latach 1945–1975 przysiółek administracyjnie należał do tzw. dużego województwa rzeszowskiego, a w latach 1975-1998 do tzw. małego województwa rzeszowskiego.
Przez miejscowość przepływa potok Olechowiec, dopływ Trzebośnicy. Na pograniczu z Trzebosią-Podlas znajduje się kaplica Matki Bożej Częstochowskiej należąca do parafii Opatrzności Bożej w Trzebosi. W miejscowości działa ochotnicza straż pożarna, jedna z trzech na terenie gminy.

## Linki zewnętrzne

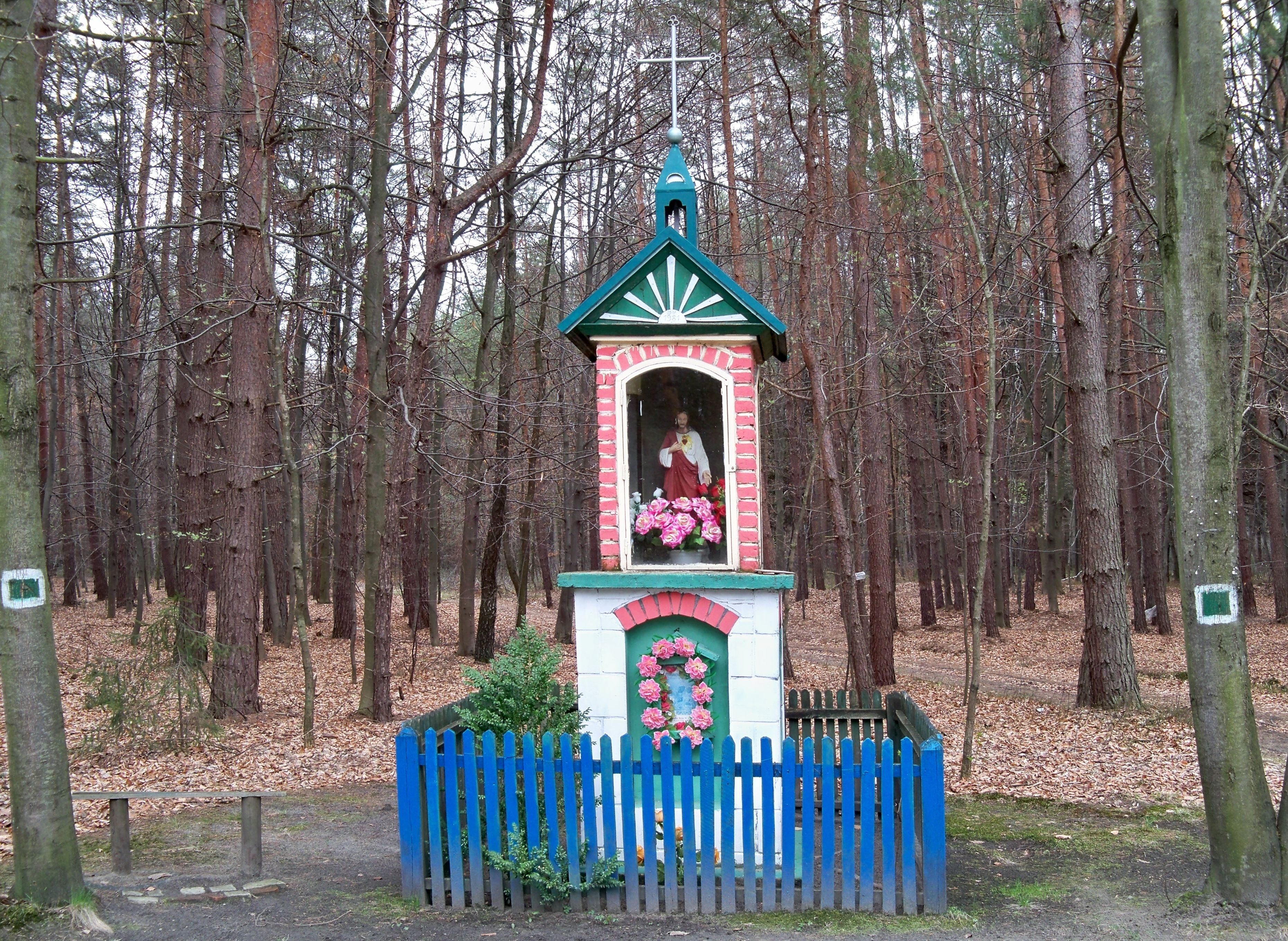
Kapliczka w lesie na Kątach Smolnych